# 왕태후
왕태후(王太后)는 독립국 국왕의 친모를 일컫는 칭호였다. 제후국의 왕대비와 대비된다.

## 역사
한국의 경우, 고려 시대 말, 몽골 원나라의 지배로 나라의 모든 관제가 격하되기 이전까지는 대대로 고려 왕의 어머니를 왕태후(王太后)라 부르다가, 그 이후 왕대비(王大妃)로 격하되어 조선 말기까지 왕대비로 불리었다. 이후 조선 후기에 일어났던 갑오경장 때 조선 왕실의 호칭을 격상 하면서 왕대비를 왕태후로 새로 고쳐 나라의 위상을 높혔다. 당시까지 생존해 있던 24대 조선국왕 헌종의 계실 왕비 효정왕후가 실제로 왕태후의 칭호를 사용했다. 1897년 대한제국 성립 이후, 다른 조선 왕실 인사들은 황제국의 위계로 상향 조정되었으나, 당시 제왕비였던 왕태후 홍씨는 '황'자를 쓰지 않고 그냥 명헌태후라고 부르게 하였다. 따라서 실질적으로 대한제국에 황태후가 존재한 적은 없다.

## 신라
- 지증왕 이전의 후비는 제외.(불분명한 경우도 제외.)

| 군주            | 시호(칭호)          | 성씨       | 존호(별칭)             | 배우자                    | 재위기간       | 비고   |
| --------------- | ------------------- | ---------- | ---------------------- | ------------------------- | -------------- | ------ |
| 진흥왕 (眞興王) | 지소태후 (只召太后) | 김씨(金氏) | 식도부인(息道夫人)     | 입종 갈문왕 (立宗 葛文王) | 540년 ~ ?      |        |
| 무열왕 (武烈王) | 문정태후 (文貞太后) | 김씨(金氏) | 천명공주(天明公主)     | 문흥대왕 (文興大王)       | (추존)         | [ 2 ]  |
| 문무왕 (文武王) | 문명왕후 (文明王后) | 김씨(金氏) | -                      | 무열왕 (武烈王)           | 661년 ~ ?      |        |
| 신문왕 (神文王) | 자의왕후 (慈儀王后) | 김씨(金氏) | 자눌왕후(慈訥王后)     | 문무왕 (文武王)           | 681년          |        |
| 효소왕 (孝昭王) | 신목왕후 (神穆王后) | 김씨(金氏) | -                      | 신문왕 (神文王)           | 692년 ~ 700년? |        |
| 혜공왕 (惠恭王) | 경수왕후 (景垂王后) | 김씨(金氏) | 만월부인(滿月夫人)     | 경덕왕 (景德王)           | 765년 ~ ?      |        |
| 선덕왕 (宣德王) | 정의태후 (貞懿太后) | 김씨(金氏) | 사소부인(四炤夫人)     | 개성대왕 (開聖大王)       | (추존)         | [ 3 ]  |
| 원성왕 (元聖王) | 소문태후 (昭文太后) | 박씨(朴氏) | 계오부인(繼烏夫人)     | 명덕대왕 (明德大王)       | (추존)         | [ 4 ]  |
| 소성왕 (昭聖王) | 성목태후 (聖穆太后) | 김씨(金氏) | -                      | 혜충대왕 (惠忠大王)       | (추존)         | [ 5 ]  |
| 희강왕 (僖康王) | 순성태후 (順成太后) | 박씨(朴氏) | 포도부인(包道夫人)     | 익성대왕 (翌成大王)       | (추존)         | [ 6 ]  |
| 민애왕 (閔哀王) | 선의태후 (宣懿太后) | 박씨(朴氏) | 귀보부인(貴寶夫人)     | 선강대왕 (宣康大王)       | (추존)         | [ 7 ]  |
| 신무왕 (神武王) | 헌목태후 (憲穆太后) | 박씨(朴氏) | 진교부인(眞矯夫人)     | 성덕대왕 (成德大王)       | (추존)         | [ 8 ]  |
| 문성왕 (文聖王) | 정종태후 (定宗太后) | -          | 정계부인(貞繼夫人)     | 신무왕 (神武王)           | (추존)         |        |
| 경문왕 (文聖王) | 광의태후 (光懿太后) | 박씨(朴氏) | 광화부인(光和夫人)     | 의공대왕 (懿恭大王)       | (추존)         | [ 9 ]  |
| 효공왕 (孝恭王) | 문자왕후 (文資王后) | 김씨(金氏) | 의명왕태후(義明王太后) | 헌강왕 (憲康王)           | (추존)         | [ 10 ] |
| 신덕왕 (神德王) | 정화태후 (貞和太后) | 박씨(朴氏) | -                      | 선성대왕 (宣聖大王)       | (추존)         | [ 11 ] |
| 경순왕 (敬順王) | 계아태후 (桂娥太后) | 김씨(金氏) | -                      | 신흥대왕 (神興大王)       | (추존)         |        |

## 고려
| 국왕            | 국왕과의 관계 | 시호                        | 본관                     | 배우자          | 재위기간(음력/양력)                 | 재위기간(음력/양력)         | 능묘        | 비고   |
| --------------- | ------------- | --------------------------- | ------------------------ | --------------- | ----------------------------------- | --------------------------- | ----------- | ------ |
| 정종 (定宗)     | 어머니        | 신명왕태후 (神明王太后)     | 충주 유씨                | 태조 (太祖)     | 945년?                              | 949년?                      | -           |        |
| 성종 (成宗)     | 할머니        | 신정왕태후 (神靜王太后)     | 황주 황보씨              | 태조 (太祖)     | 981년?                              | 983년?                      | 수릉 (壽陵) |        |
| 성종 (成宗)     | 어머니        | 선의왕태후 (宣義王太后)     | 정주 류씨                | 대종 (戴宗)     | (추존)                              | (추존)                      | 태릉 (泰陵) | [ 12 ] |
| 목종 (穆宗)     | 어머니        | 헌애왕태후 (獻哀王太后)     | 황주 황보씨              | 경종 (景宗)     | 997년 12월 11일 (998년 1월 12일)    | 1009년 2월 3일 (3월 2일)    | 유릉 (幽陵) | [ 13 ] |
| 현종 (顯宗)     | 할머니        | 신성왕태후 (神成王太后)     | 경주 김씨                | 태조 (太祖)     | (추존)                              | (추존)                      | 정릉 (貞陵) | [ 14 ] |
| 현종 (顯宗)     | 어머니        | 효숙왕태후 (孝肅王太后)     | 황주 황보씨              | 안종 (安宗)     | (추존)                              | (추존)                      | 원릉 (元陵) | [ 14 ] |
| 덕종 (德宗)     | 어머니        | 원성왕태후 (元成王太后)     | 안산 김씨                | 현종 (顯宗)     | (추존)                              | (추존)                      | 명릉 (明陵) | [ 15 ] |
| 문종 (文宗)     | 어머니        | 원혜왕태후 (元惠王太后)     | 안산 김씨                | 현종 (顯宗)     | (추존)                              | (추존)                      | 회릉 (懷陵) | [ 16 ] |
| 선종 (宣宗)     | 어머니        | 인예왕태후 (仁睿王太后)     | 인천 이씨                | 문종 (文宗)     | 1086년 2월 7일 (2월 23일)           | 1092년 9월 2일 (10월 5일)   | 대릉 (戴陵) |        |
| 헌종 (獻宗)     | 어머니        | 사숙왕태후 (思肅王太后)     | 인천 이씨                | 선종 (宣宗)     | 1094년 6월 1일 (7월 15일)           | 1097년?                     | 인릉 (仁陵) | [ 17 ] |
| 예종 (睿宗)     | 어머니        | 명의왕태후 (明懿王太后)     | 정주 류씨                | 숙종 (肅宗)     | 1108년 1월 27일 (3월 11일)          | 1112년 7월 14일 (8월 8일)   | 숭릉 (崇陵) |        |
| 인종 (仁宗)     | 선왕비        | 선희왕후 (宣禧王后)         | 경주 김씨                | 순종 (順宗)     | (추존)                              | (추존)                      | 성릉 (成陵) | [ 18 ] |
| 인종 (仁宗)     | 어머니        | 문경황태후 (文敬王太后)     | 경주 김씨                | 예종 (睿宗)     | (추존)                              | (추존)                      | 수릉 (綏陵) | [ 19 ] |
| 의종 (毅宗)     | 어머니        | 공예왕태후 (恭睿王太后)     | 장흥 임씨                | 인종 (仁宗)     | 1146년 3월 29일 (5월 11일)          | 1183년 11월 22일 (12월 8일) | 순릉 (純陵) |        |
| 명종 (明宗)     | 어머니        | 공예왕태후 (恭睿王太后)     | 장흥 임씨                | 인종 (仁宗)     | 1146년 3월 29일 (5월 11일)          | 1183년 11월 22일 (12월 8일) | 순릉 (純陵) |        |
| 희종 (熙宗)     | 어머니        | 정선왕태후 (靖宣王太后)     | 김씨(金氏)               | 신종 (神宗)     | 1204년 4월 1일 (5월 2일)            | 1222년 8월 17일 (9월 23일)  | 진릉 (眞陵) | [ 20 ] |
| 강종 (康宗)     | 어머니        | 광정왕태후 (光靖王太后)     | 김씨(金氏)               | 명종 (明宗)     | (추존)                              | (추존)                      | 지릉 (智陵) | [ 21 ] |
| 고종 (高宗)     | 어머니        | 원덕왕태후 (元德王太后)     | 류씨(柳氏)               | 강종 (康宗)     | 1213년?                             | 1239년 5월 1일 (6월 4일)    | 곤릉 (坤陵) |        |
| 원종 (元宗)     | 어머니        | 안혜왕태후 (安惠王太后)     | 류씨(柳氏)               | 고종 (高宗)     | (추존)                              | (추존)                      | -           | [ 22 ] |
| 충렬왕 (忠烈王) | 어머니        | 순경왕태후 (順敬王太后)     | 경주 김씨                | 원종 (元宗)     | (추존)                              | (추존)                      | 가릉 (嘉陵) | [ 23 ] |
| 충선왕 (忠宣王) | 어머니        | 제국대장공주 (齊國大長公主) | 보르지긴 씨 (孛兒只斤氏) | 충렬왕 (忠烈王) | (추존)                              | (추존)                      | 고릉 (高陵) | [ 24 ] |
| 공민왕 (恭愍王) | 어머니        | 공원왕후 (恭元王后)         | 남양 홍씨                | 충숙왕 (忠肅王) | 1351년 2월 10일 (2월 25일) (왕대비) | 1372년 1월 17일 (2월 21일)  | 영릉 (令陵) |        |
| 공민왕 (恭愍王) | 어머니        | 공원왕후 (恭元王后)         | 남양 홍씨                | 충숙왕 (忠肅王) | 1372년 1월 17일 (2월 21일) (왕태후) | 1380년 1월 6일 (2월 12일)   | 영릉 (令陵) |        |
| 우왕 (禑王)     | 할머니        | 공원왕후 (恭元王后)         | 남양 홍씨                | 충숙왕 (忠肅王) | 1372년 1월 17일 (2월 21일) (왕태후) | 1380년 1월 6일 (2월 12일)   | 영릉 (令陵) |        |
| 우왕 (禑王)     | 의붓 어머니   | 노국대장공주 (魯國大長公主) | 보르지긴 씨 (孛兒只斤氏) | 공민왕 (恭愍王) | (추존)                              | (추존)                      | 정릉 (正陵) | [ 25 ] |

## 같이 보기
- 태후
- 태비
- 왕태비